# Манџурски брест
Манџурски брест или режњевити брест (Ulmus laciniata (Trautv.) Mayr) има синониме који га сврставају у унутарврсне таксоне других брестова (U. montana var. laciniata Trautv., U. major var. heterophylla Maxim. и U. laciniata f. holophylla Nakai). Због сличности са брдским брестом сматран је његовим варијететом, али због дисјункције ареала (неколико хиљада километара) издвојен је у засебну врсту.

## Ареал
Јавља се у влажним шумама увала у Јапану, Кореји, северној Кини, источном Сибиру и Сахалину, где расте са Cerciphyllum japonicum, Aesculus turbinata, и Pterocarya rhoifolia, на надморским висинама између 700 m и 2200 m, мада се може наћи и ниже у северном делу ареала на Хокаиду. 

## Опис врсте
Ниско дрво или жбун до 10 m висине, мада Валихоџаева наводи да је то дрво средње величине које понекад достиже висину и до 25 m и пречник дебла 40-60 (100) cm. Исти аутор наводи и податке за 26 година стара стабла из ботаничке баште у Ташкенту, која достижу висину од 13 m и прсни пречник од 13 cm . Слично наводи и Heybroek, оповргавајући устаљено мишљење да је ова врста ниско дрво. Највећи примерак који је овај аутор видео био је висок 27 m, а пречник му је био 104 cm на прсној висини Круна некомпактна са светлосивим, дебелим гранама. Кора стабла сива. Младе гранчице голе или слабо маљаве, светлосмеђе. Вегетативни пупољци јајасти или конични, зашиљени, мрки, од средине љуспе са риђим длачицама, голих крајева, сјајни, 5-6 mm дуги и 3-3,5 mm широки.
Листови широко објајасти, 8-18 cm дуги и 4-13 cm широки, са једним или два режња са сваке стране близу врха, мада има и листова без њих. Слични листови јављају се понекад и код U. glabra Huds., посебно на избојцима. Неразвијени листови и леторасти тамноцрвени. Развијени листови с лица тамнозелени,грубо, маљави; наличје светлије, сомотасто маљави, веома асиметрични при основи. Лисне петељке 2-5 mm дуге маљаве. 
Генеративни пупољци широкојајасти, тупи, 5-6 mm дуги и 4,5-5 mm широки. Цветови у густим скупинама, седећи. Перигон 3-5 mm, светлозелен или ружичаст, го. са 6-8 режњева који су са риђим длачицама на крајевима. Прашника 6-8, тамноцрвених антера и белих прашничких конаца. Тучак го, са ружичастим жигом.
Плодови широкоелиптични, око 2 cm дуги и 1,5 до 1,7 cm широки, прљавозеленомрки, голи. Семе у средини, 4-6 mm дуго и 3-4 mm широко.